# أكيهيرو ياموتشي
أكيهيرو ياموتشي (30 نوفمبر 1993 في اليابان - ) هو لاعب كرة طائرة ياباني.

## وصلات خارجية
- أكيهيرو ياموتشي على موقع عالم الكرة الطائرة (الإنجليزية)
- أكيهيرو ياموتشي على موقع الدوري الياباني (رجال) (اليابانية)
- أكيهيرو ياموتشي على موقع الدوري الياباني (مؤرشف) (اليابانية)
- أكيهيرو ياموتشي على موقع الدوري الياباني (مؤرشف) (اليابانية)
- أكيهيرو ياموتشي على موقع أوليمبيديا (الإنجليزية)